# فيليبي كورسيو
فيليبي كورسيو هو لاعب كرة قدم برازيلي في مركز الوسط، ولد في 8 يونيو 1993 في جوندياي في البرازيل. لعب مع نادي بريشيا.

## وصلات خارجية
- فيليبي كورسيو على موقع قاعدة بيانات كرة القدم.إي يو (الإنجليزية)
- فيليبي كورسيو على موقع Soccerway.com (الإنجليزية)
- فيليبي كورسيو على موقع عالم كرة القدم.نت (الإنجليزية)